# Gustaf von Schantz

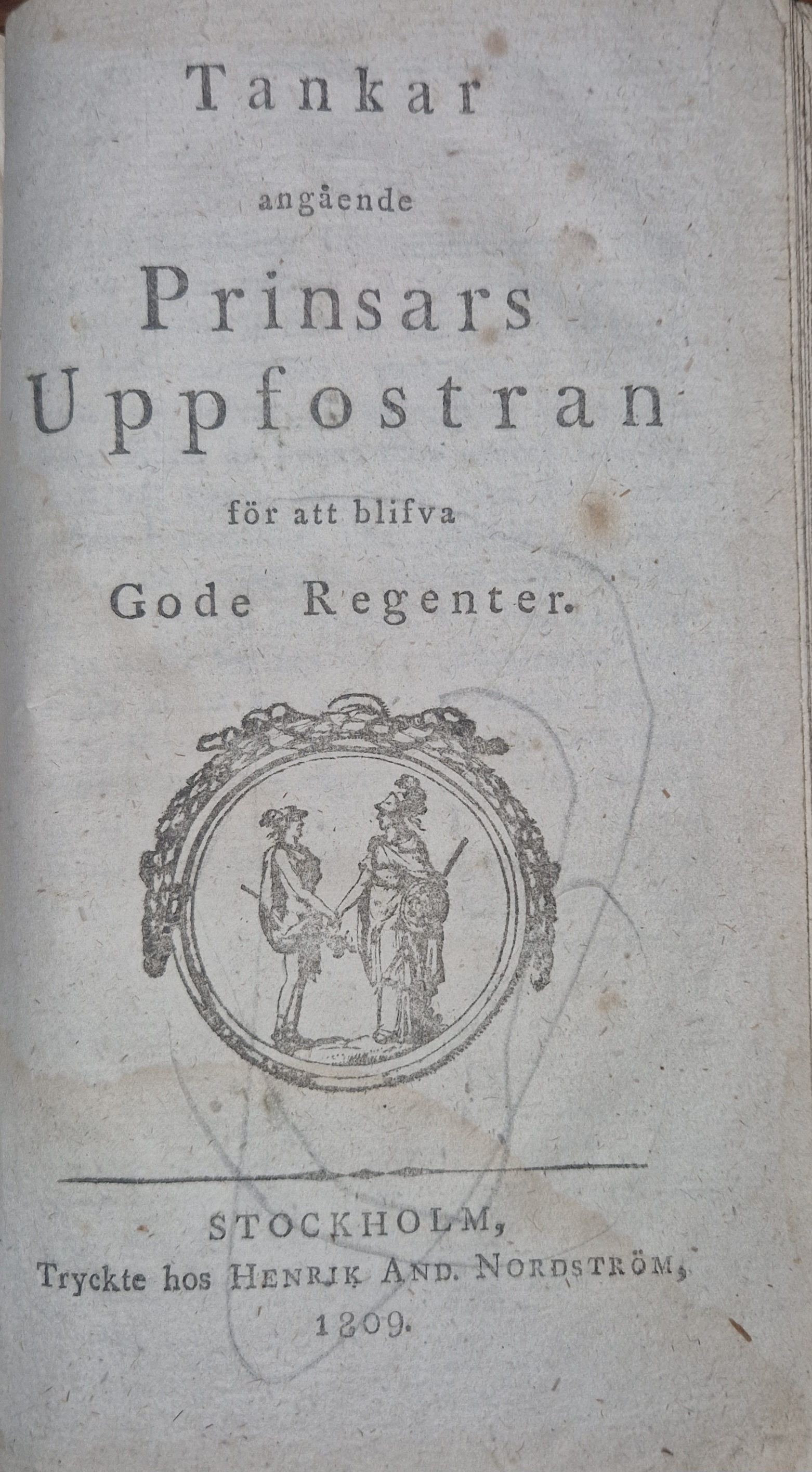
Titelbladet till "Tankar angående Prinsars Uppfostran för att blifva Gode Regenter, en av de broschyrer Gustaf af Schantz utgav i samband med statsvälvningen 1809.

Gustaf von Schantz, född den 3 oktober 1775 i Stockholm, död där den 14 juli 1847, var en svensk ämbetsman och vitterhetsidkare. Han var sonsons son till Kristian von Schantz.
 
von Schantz blev 1800 protokollssekreterare i Kunglig Majestäts kansli och 1810 expeditionssekreterare i Ecklesiastikexpeditionen samt fick 1818 kansliråds titel. Han erhöll fyra gånger Svenska akademiens andra pris för skrifter i vältalighet samt utgav Försök till en historia öfver det förra pommerska kriget åren 1757–1762 (1811) och Historia öfver kriget emellan Sverige och Ryssland åren 1788–1790 (2 delar, 1817–1818). Han skrev även efter statsvälvningen 1809 en del politiska broschyrer, som likväl ej torde ha haft något inflytande på ärendenas gång.